# Миропільський повіт
Миропільський повіт — адміністративно-територіальна одиниця Харківського намісництва Російської імперії. Адміністративним центром було місто Миропілля.

## Географія

### Розташування

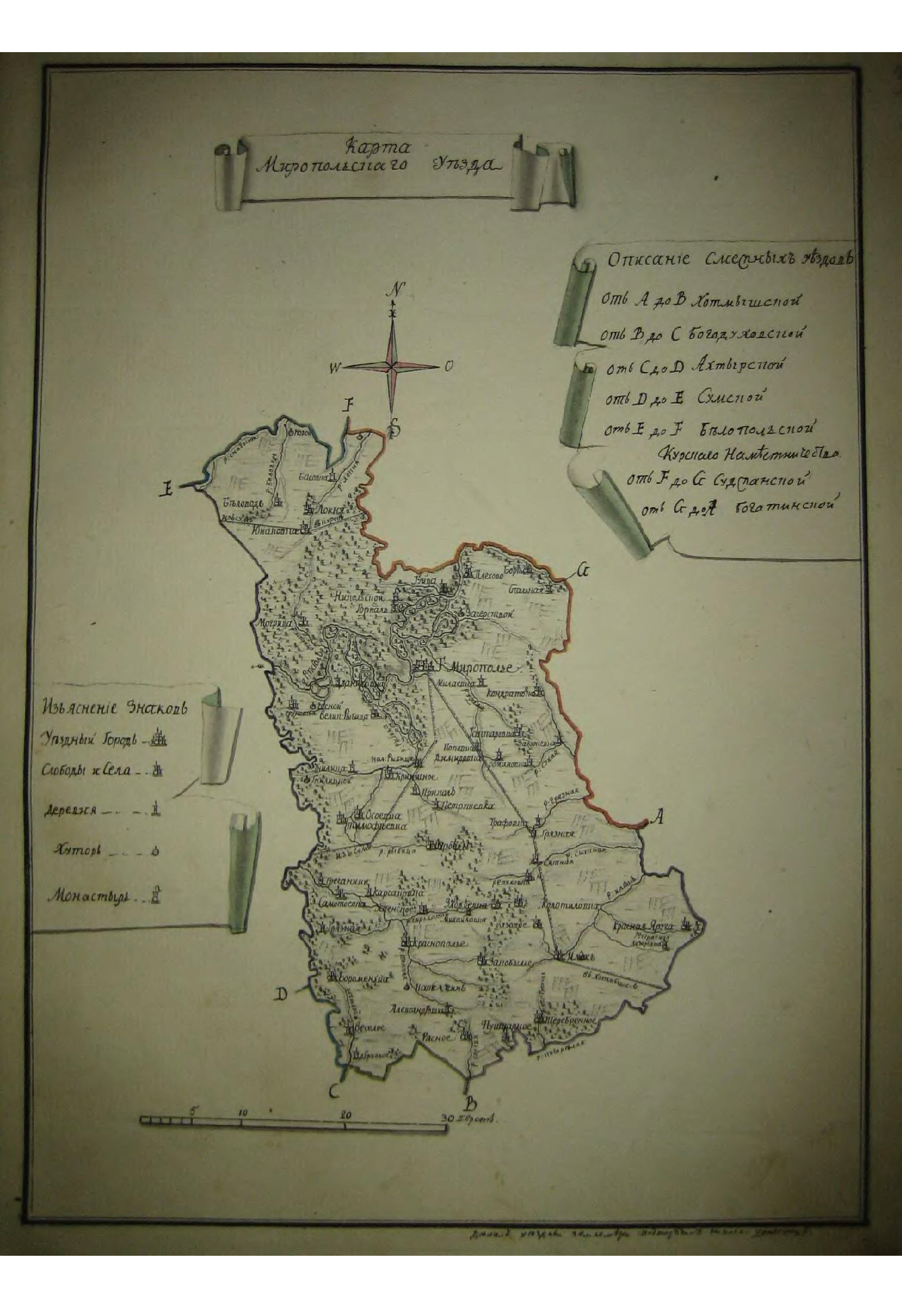
Мапа Миропільського повіту Харківського намісництва у 1787 році

Чугуївський повіт межував з Хотмижським, Богодухівським та Охтирським, Білопільським повітами Харківського намісництва. Також на північному сході межував з Курським намісництвом. 

### Річки
Найбільшою річкою у повіті є Псел. В Псел впадають, з лівої сторони річки: Удава, Рибиця; з правої сторони: Мокриця та Чуйва

## Населення
Станом на 1787 рік у повіті налічувалося  100 поселень.  Мешканців було 23 522 душ, чоловічої статі, та 23 931 жінок. Всього у Миропіллі, та повіті кількість мешканців налічувало 53 539 душ.  

## Керівники повіту

### Повітові маршалки шляхти
| Прізвище, ім’я, по батькові | Титул, чин       | Роки знаходження на посаді |
| --------------------------- | ---------------- | -------------------------- |
| Романов Василь Якович       | поручик          | 1780—1783                  |
| Романов Василь Якович       | поручик          | 1783—1786                  |
| Тимченков Лук’ян Петрович   | колезький асесор | 1786—1789                  |
| Тимченков Лук’ян Петрович   | колезький асесор | 1789—1792                  |
| Тимченков Лук’ян Петрович   | колезький асесор | 1792—1795                  |
| Савич Василь Васильович     | капітан          | 1795—1797                  |